# Salix gooddingii
Salix gooddingii är en videväxtart som beskrevs av Carleton Roy Ball. Salix gooddingii ingår i släktet viden, och familjen videväxter. Inga underarter finns listade i Catalogue of Life.

## Bildgalleri

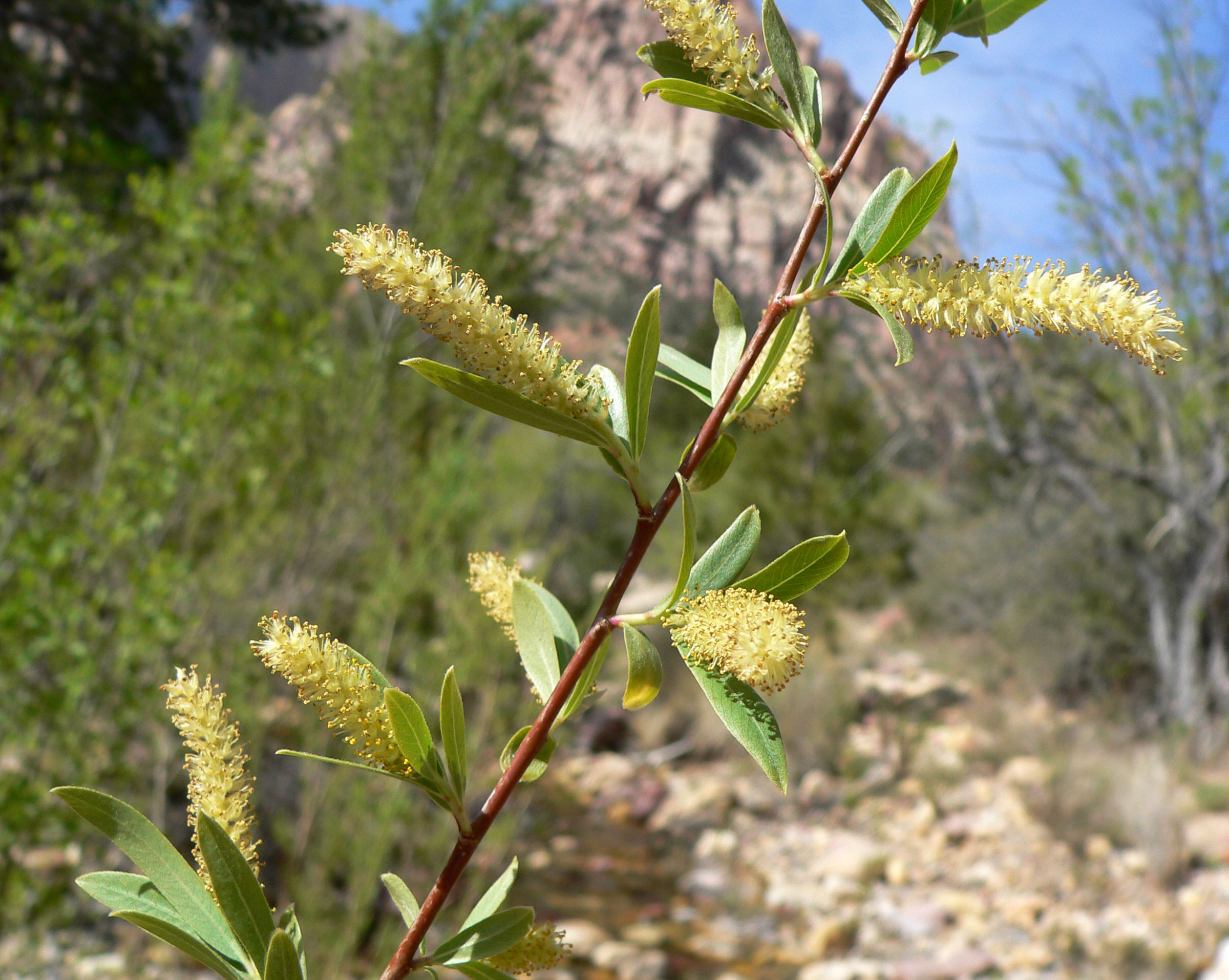
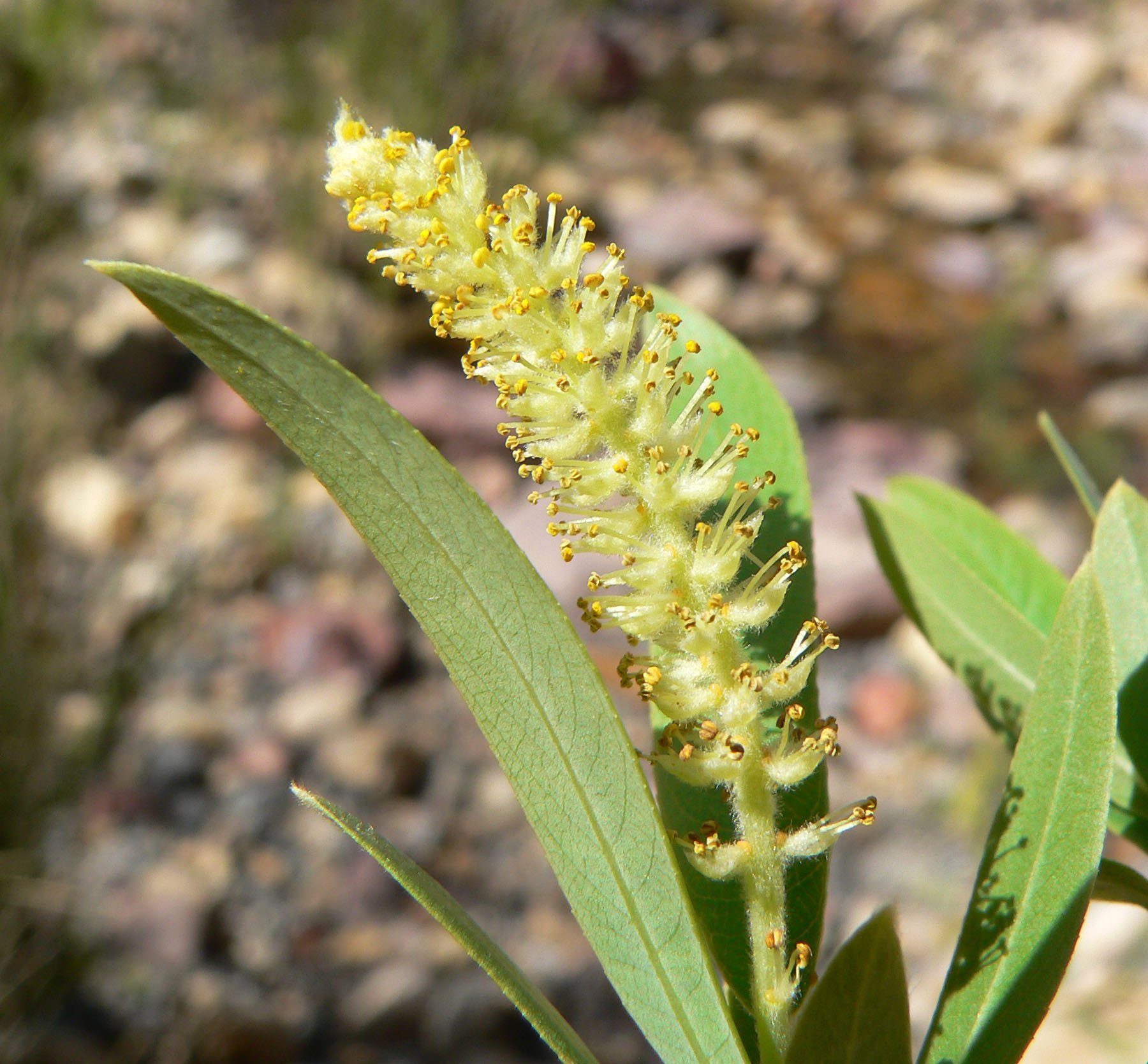
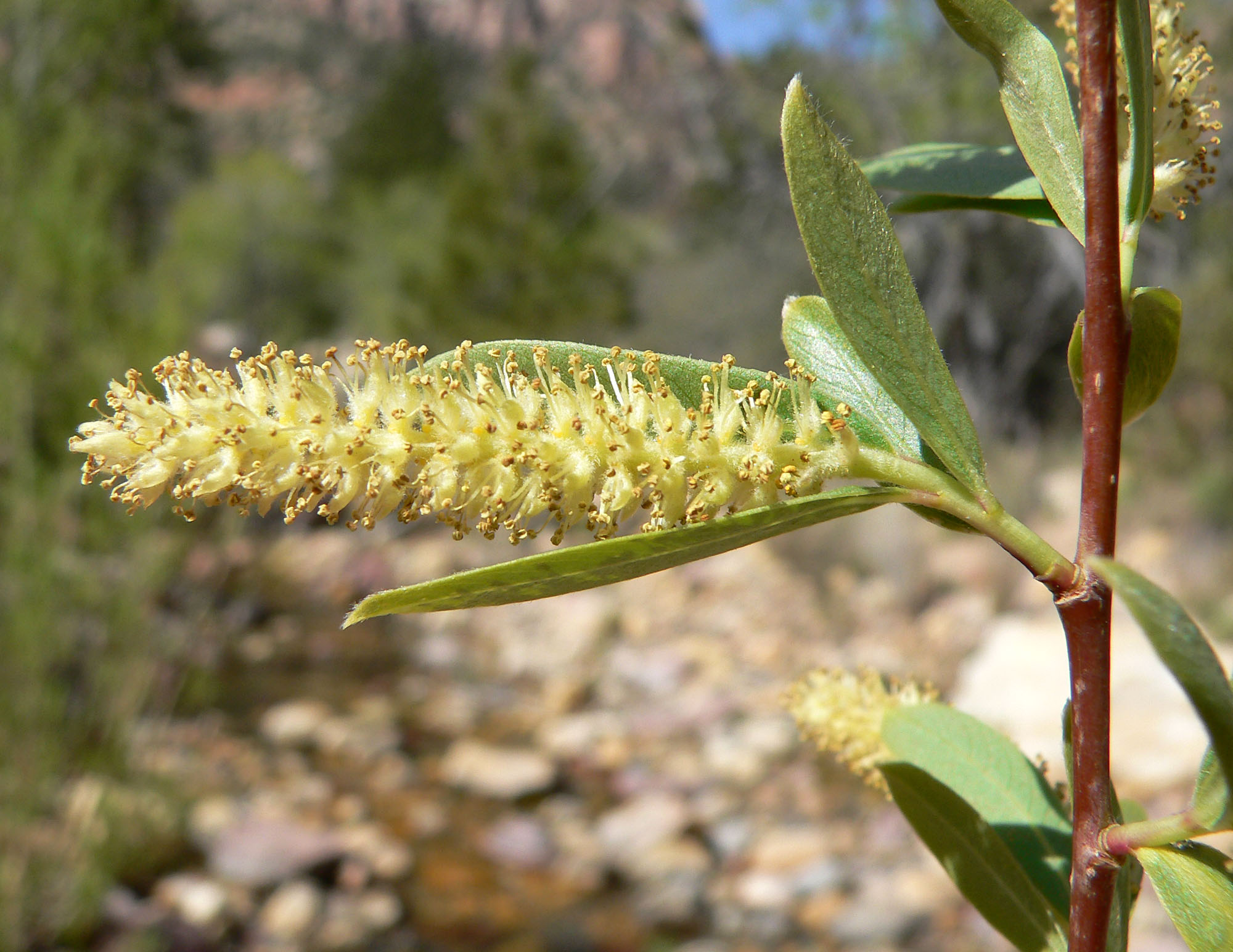
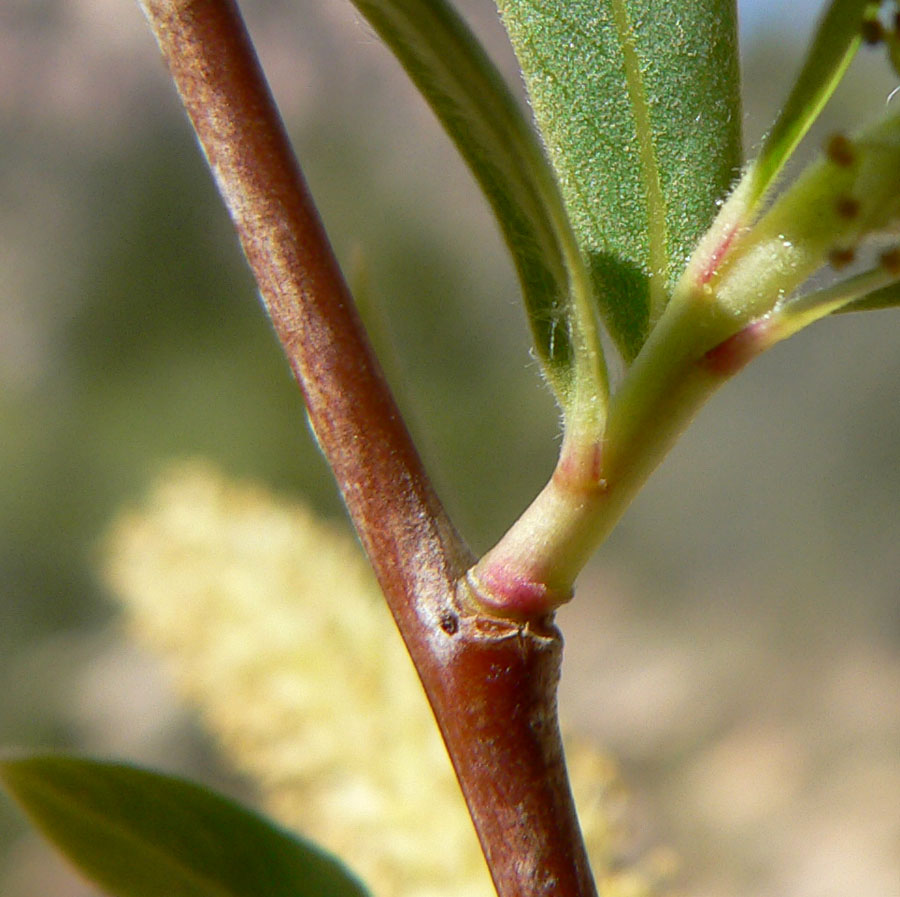
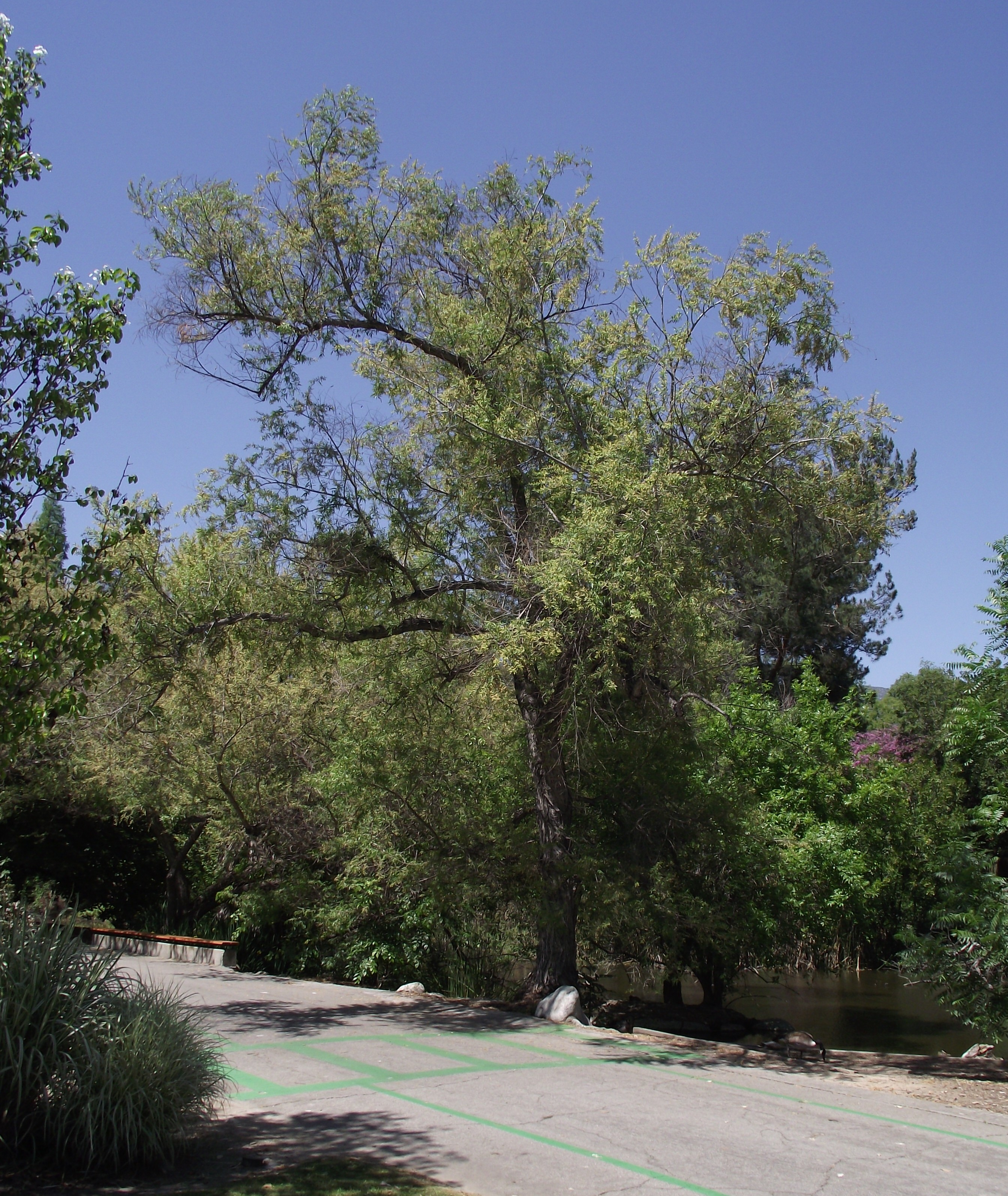